# Middag med mord
Murder by Death er en amerikansk komedie mysterie-film fra 1976 instrueret af Robert Moore.

## Medvirkende
- Eileen Brennan
- Truman Capote
- James Coco
- Peter Falk
- Alec Guinness
- Peter Sellers
- Maggie Smith
- David Niven